# Kaspar
Kaspar is een experimenteel toneelstuk van de Oostenrijkse auteur Peter Handke uit 1968. In dit werk gebruikt Handke het historische verhaal van Kaspar Hauser om te illustreren hoe mensen middels taal gesocialiseerd en daardoor geïndoctrineerd worden. Handke beschouwde Kaspar als een vorm van ‘spraakfoltering’. Het is een toneelstuk in twee bedrijven voor zes gemaskerde acteurs en talrijke stemmen, die eventueel bandopnamen kunnen zijn. De première vond gelijktijdig op twee verschillende locaties plaats: in het Theater am Turm te Frankfurt am Main en op de Städtische Bühnen te Oberhausen in regies van Claus Peymann en Günther Büch respectievelijk.

## Samenvatting
Kaspar spreekt steeds dezelfde zin: Ich möcht ein solcher werden, wie einmal ein andrer gewesen ist (‘Ik zou zo iemand willen worden als ooit iemand anders geweest is’). Hij spreekt deze zin uit zonder te begrijpen wat hij ermee bedoelt en loopt willekeurig over de bühne, die gevuld is met wanordelijk meubilair. Hij botst tegen de kleerkast, laat de bezem en de stoel vallen, schroeft een poot van de tafel af en struikelt over zijn schoenveters. Ook tegen de meubelstukken herhaalt hij zijn zin steeds opnieuw. In de tussentijd praten neutrale, mechanische stemmen op hem in, die hem correcte zinsbouw en woordenschat trachten bij te brengen. In zijn pogingen de wereld te begrijpen begint Kaspar, beetje bij beetje, zinnen te formuleren die iets betekenen.
De stemmen hebben het bijwijlen over fatsoen en de correcte omgangsregels in de maatschappij, wellevendheid, waarden zoals naarstigheid, plichtsbesef en zin voor esthetiek; op andere momenten stoten ze onsamenhangende onzin uit. Naarmate Kaspars taalgebruik coherenter wordt, ruimt hij de bühne op en versiert hij zijn kamer met vazen en schilderijen: hij schept letterlijk orde in zijn wereld.
Tijdens de pauze wordt het publiek bestookt met chaotisch gemonteerde frasen uit nieuwsberichten, politieke toespraken en artistieke performances; de auteur specificeert dat deze geluiden in de mate van het mogelijke ook op straat te horen moeten zijn.
In het tweede bedrijf verschijnen geleidelijk vijf andere Kaspars ten tonele, die allen een eigen persoonlijkheid lijken te hebben. Het duurt een poos vooraleer de eerste Kaspar het bestaan van de anderen onderkent. De stemmen zwijgen en Kaspars teksten rijmen nu; hij verkondigt een lange litanie over behoorlijke maatschappelijke omgangsvormen. De overige Kaspars maken bizarre geluiden en schrapen met vijlen over elkander. Kaspar legt in samenhangende volzinnen uit wat hij met zijn eerste zin bedoelde: alles en niets. Het willen begrijpen van de verbanden in de wereld dwong hem tot communiceren; tezelfdertijd is hij echter in een keurslijf gestopt doordat hij willens nillens tot communiceren werd gedwongen. Edoch: de samenleving bestaat klaarblijkelijk uit ‘geiten en apen’, wat hij blijft herhalen terwijl het doek valt.

## Kenmerken
Kaspar bevat extreem uitvoerige regieaanwijzingen. Het stuk heeft geen decorwissels, maar de rekwisieten en de bewegingen en spreekritmes van de acteurs worden gedetailleerd beschreven. Handke sloot met zijn toneelstuk aan bij de Oostenrijkse taalfilosofie van de Wiener Gruppe, die voortbouwde op de taalfilosofie van Ludwig Wittgenstein en Fritz Mauthner. Hij demonstreert dat taalgebruik een vorm van machtsuitoefening kan zijn. Kaspar is zodoende geen stuk over de historische figuur Kaspar Hauser. 